# A Promise (álbum)
A Promise é o segundo álbum do grupo experimental estadunidense Xiu Xiu, liderado por Jamie Stewart, lançado em 18 de fevereiro de 2003 pela gravadora 5 Rue Christine.

## Composições
As faixas apresentam sons dissonantes em uma estética lo-fi e industrial, com o uso de instrumentos acústicos, elétricos e eletrônicos e vocais que oscilam entre cantos, enunciações, gritos e sussuros. Matt LeMay, escrevendo para a Pitchfork à época do lançamento, disse que Xiu Xiu faz uma "aproximação sônica da loucura" e chamou o álbum de "completamente bizarro". Assim, é difícil classificá-lo em um gênero musical; ele já foi descrito como eletrônico experimental, pós-industrial e noise pop; além disso, os elementos pessoais e confessionais das letras fazem com que o álbum faça parte da tradição de cantor-compositor.
As letras de A Promise, escritas por Jamie Stewart, são consideradas sombrias, pessimistas e autodepreciativas, e tratam de temas como depressão, suicídio, conflitos familiares, abuso sexual e homossexualidade. Apesar de esses temas já estarem presentes no primeiro álbum do Xiu Xiu, Knife Play (2002), a morte por suicídio do pai de Stewart durante a composição de A Promise foi a maior inspiração para as canções.
"Sad Pony Guerrilla Girl" e "Pink City" são arranjos de composições originalmente gravadas pela banda anterior de Stewart, Ten in the Swear Jar; as versões originais foram lançadas retrospectivamente em 2005, na coletânea Accordion Solo!"
A única faixa não autoral de A Promise é "Fast Car", de Tracy Chapman, apresentada em um arranjo minimalista e lento. Stewart disse que a canção influenciou diretamente a maneira como ele compõe, citando que a letra "narra coisas particularmente horríveis" e que "não há nenhuma resolução positiva no final". O verso "I been working at the convenience store" da versão de Chapman é substituído, na do Xiu Xiu, por "Working at East Side's San Jose Child Development Center", uma referência a um emprego que Stewart teve nesse lugar.

## Capas e lançamentos
A capa do lançamento original do álbum é uma fotografia por Stewart que apresenta um homem nu segurando um bebê de borracha em uma cama. Em entrevista à Pitchfork à época do lançamento, o músico contou a história da fotografia: o homem é um prostituto chamado Hang, de Hanói, Vietnã, cidade que Stewart visitava. Ao ser aproximado pelo rapaz na rua, Stewart pensou em uma maneira de dar-lhe dinheiro sem que eles tivessem relações sexuais, prática que consideraria exploratória pela vulnerabilidade social em que o rapaz se encontrava. A solução encontrada por Stewart foi convidá-lo para o hotel em que se hospedava para uma sessão de fotografias. Lá, ele fotografou o rapaz nu segurando uma boneca de borracha que Stewart havia levado para o Vietnã com o objetivo de capturá-la em lugares diversos.
Eu disse a ele que usaria as fotos de alguma forma eventualmente, e ele pareceu não se importar de forma alguma. Em muitas das imagens, ele estava tentando parecer realmente sexy. E isso me causou muitos sentimentos estranhos: era tocante que ele só estava tentando fazer seu trabalho, sabe? 'Agora, meu trabalho é como um profissional do sexo, e tentarei fazer isso, mesmo estando com esse cara estranhíssimo que quer tirar fotos de mim com esse bebê.' Ao mesmo tempo, eis um rapaz que tinha uns 20 anos, e obviamente já tinha apanhado muitas vezes; assim foi como sua vida acabou sendo. Muito difícil de assistir. E, também, às vezes simplesmente hilário: eis um rapaz pelado tentando parecer sensual segurando esse bebê? [Risadas]— Jamie Stewart, 2003
A capa, logo após o lançamento original em CD, foi substituída por uma versão em que a genitália do modelo é coberto por um retângulo laranja, em referência ao filme Storytelling (2001), por Todd Solondz. A distribuidora recomendou a censura dizendo que só um décimo das lojas aceitariam comercializar o álbum com nudez na capa. A decisão não incomodou muito a Stewart, que disse que "o ponto da foto é o homem, e não seu órgão".
Em 2004, A Promise recebeu dois lançamentos  em vinil, ambas sem a cobertura do pênis: a versão da gravadora Collective Jyrk, limitada a 200 cópias, apresenta a foto original em preto-e-branco e em baixa qualidade, como uma produção de copiadoras. A da Absolutely Kosher é outra fotografia, em que o modelo aparece deitado, da mesma sessão da capa original.
Em ocasião da turnê europeia do Xiu Xiu em 2014, a gravadora tcheca Stoned to Death lançou uma versão em cassete limitada a 100 cópias, com a capa original em versão censurada em formato "J-card". Em 2018, a Graveface Records remasterizou A Promise pela primeira vez e o lançou em vinil de 12 polegadas "cor-de-carne", com um vinil de 7 polegadas bônus contendo a versão original de "Sad Girl", pelo Ten in the Swear Jar, e uma faixa demo intitulada "Sad Cory-O-Grapher"; adicionalmente, a edição acompanha um código de download para um "comentário bêbado" feito por Stewart sobre o álbum. A capa dessa versão é uma terceira fotografia daquela sessão, em que só o bebê de borracha aparece em cima de um móvel.

## Recepção da crítica
| Críticas profissionais | Críticas profissionais |
| Avaliações da crítica  | Avaliações da crítica  |
| Fonte                  | Avaliação              |
| ---------------------- | ---------------------- |
| Pitchfork              | 8.6                    |
| Stylus Magazine        | B                      |
| Tiny Mix Tapes         | 4 de 5 estrelas.       |

A Promise foi aclamado pela crítica especializada, especialmente por sua profundidade emocional. Escrevendo para a PopMatters, Adrien Begrand disse que o álbum é "quase uma obra-prima" e o melhor em seu estilo musical desde The Downward Spiral, adicionando que as emoções evocadas pela obra fazem o ouvinte "saber que há pelo menos uma pessoa que já se sentiu pior do que [ele] jamais sentirá". A Tiny Mix Tapes destacou que "muitas das faixas são postas contra quase nenhuma música de fundo, permitindo a Stewart gritar ou falar-cantar da maneira mais desconcertante que consegue".
Chris Ott, para a Pitchfork, destacou as influências da trilogia de Berlim de David Bowie e do gamelão Geinoh Yamashirogumi (conhecido principalmente pela trilha sonora de Akira) e concedeu ao álbum a classificação "Best New Music". Ed Howard, da Stylus Magazine, percebeu a maturação do Xiu Xiu em relação ao primeiro álbum e disse que a banda "encontrou sua própria voz, situando-se bem em um nicho ecêntrico que só ela poderia ocupar."
Em entrevista ao canal no YouTube The Sound It Resounds, o músico Owen Pallett declarou que A Promise é seu álbum favorito e o que lhe mais foi influente, dizendo que a escrita com "auto-humilhação e autossátira" do Xiu Xiu fez com que ele pela primeira vez percebesse exatamente as emoções que poderiam ser transmitidas por música.

## Lista de faixas
De acordo com AllMusic:
Todas as faixas escritas e compostas por Jamie Stewart, exceto quando especificado. 
| N.º            | Título                                                                 | Duração |  |
| 1.             | "Sad Pony Guerrilla Girl"                                              | 3:18    |  |
| 2.             | "Apistat Commander"                                                    | 4:35    |  |
| 3.             | "Walnut House"                                                         | 4:41    |  |
| 4.             | "20,000 Deaths for Eidelyn Gonzales, 20,000 Deaths for Jamie Peterson" | 3:16    |  |
| 5.             | "Pink City"                                                            | 2:13    |  |
| 6.             | "Sad Redux-O-Grapher"                                                  | 3:19    |  |
| 7.             | "Blacks"                                                               | 3:14    |  |
| 8.             | "Brooklyn Dodgers"                                                     | 3:51    |  |
| 9.             | "Fast Car" (Tracy Chapman)                                             | 5:53    |  |
| 10.            | "Ian Curtis Wishlist"                                                  | 4:33    |  |
| Duração total: | Duração total:                                                         | 38:53   |  |

| Vinil de 7 polegadas bônus da edição de 2018 |                      |         |  |
| N.º                                          | Título               | Duração |  |
| 1.                                           | "Sad Girl"           | 3:23    |  |
| 2.                                           | "Sad Cory-O-Grapher" | 4:05    |  |
| Duração total:                               | Duração total:       | 7:28    |  |

## Créditos
De acordo com Discogs:
- Jamie Stewart — música e fotografia
- John Golden — masterização

### Musicistas adicionais
- Aaron Russell (faixas 1 e 2)
- Ches Smith (3, 4 e 6)
- Cory McCulloch (2 e 8)
- Jherek Bischoff (4)
- Korum Bischoff (9)
- Lauren Andrews (2-4, 7 e 8)
- Sam Mickens (9)
- Sara Chaney (8)
- Tally Jones (2, 6 e 5)
- Wei Hwu (8)
- Yvonne Chen (2, 3 e 8)